# Castillo de Torre Alcázar
El castillo de Torre Alcázar fue un castillo rural situado en el término municipal de Torredonjimeno y cercano a la localidad de Porcuna, en la provincia de Jaén (España), construido a finales del siglo XIII. Está declarado Bien de Interés Cultural, conforme al decreto de 22 de abril de 1949.
Actualmente sólo queda en pie la torre del homenaje, de planta cuadrada y obra de mampuesto de buen tamaño. Está incorporada a un cortijo. Se accede al lugar desde la carretera local entre Porcuna y Pilar de Moya.
El castillo estaba ya en abandono a comienzos del siglo XVII, según consta en documentación de la época y un siglo más tarde se mantenían aún en pie varias torres y buena parte de los muros.